# فرانسوا أراغو

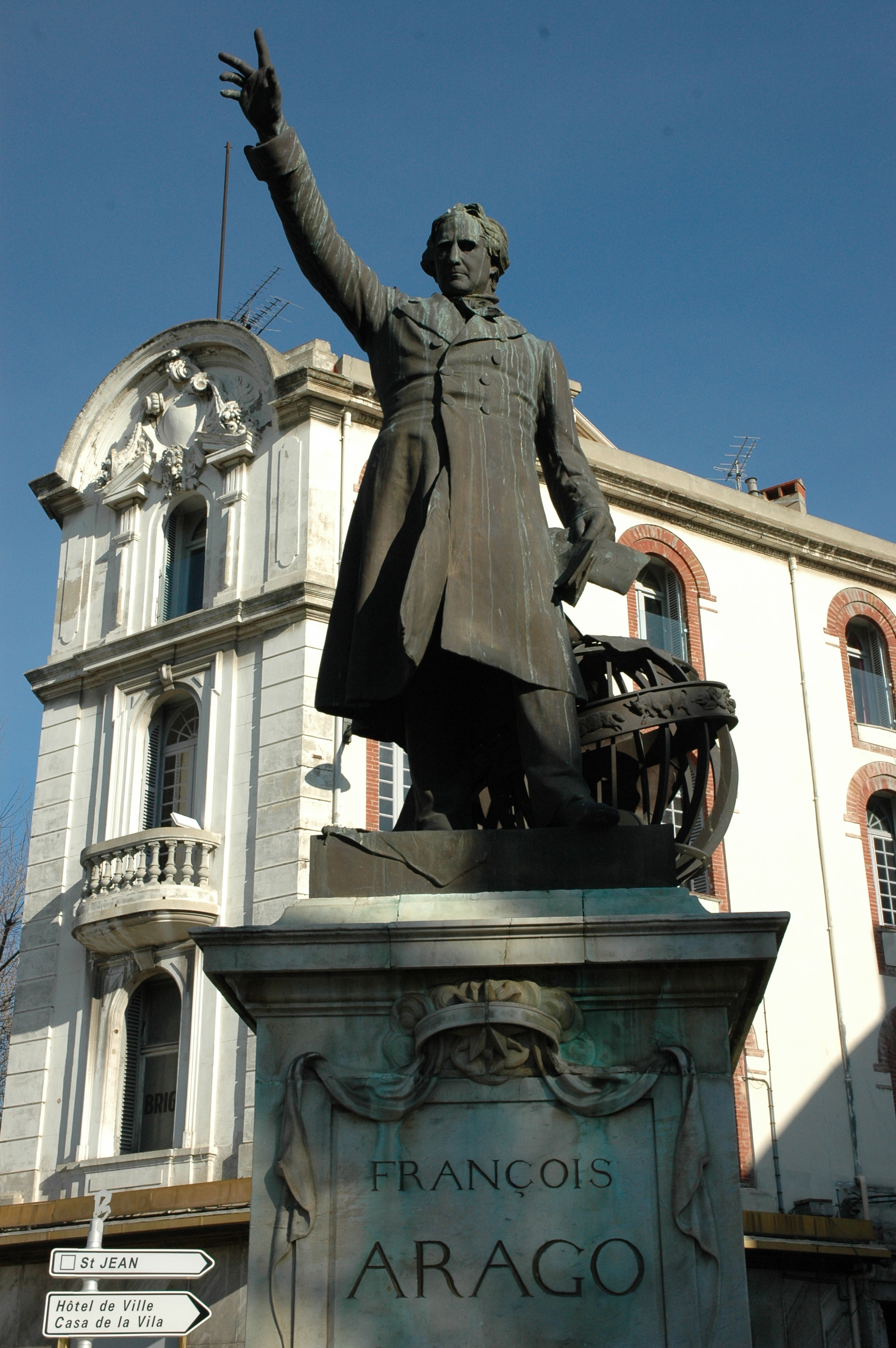
تمثال فرانسوا أراغو في بيربينيا

فرانسوا أراغو (بالفرنسية: François Arago) (1786-1853) فيزيائي وسياسي فرنسي استهوته الحياة العسكرية وهو شاب وهيأ نفسه للانتساب إِلى مدرسة «البوليتكنيك» فاجتاز الامتحان بتفوق، وانتسب إِليها وله من العمر سبعة عشر عاماً، وعند تخرجه أصبح أمين سر مكتب الأطوال. أوفد إِلى إسبانيا عام 1806 معاوناًَ لبيو. لإِنجاز قياس خط الزوال الأرضي. وفي أغسطس 1807 عاد بيو إِلى باريس بعد أن أتم المراحل الأساسية من العمل حتى جزر الباليار وترك فرانسوا لإِنجاز ما تبقى من أعمال. لكن الحرب فاجأت فرانسوا الذي تعرض لمخاطر عدة وفرَّ إِلى الجزائر مرتين وتمكن أخيراً من العودة إِلى فرنسا عام 1809.
أصبح فرانسوا أراغو عضواً في أكاديمية العلوم وله من العمر ثلاثة وعشرون عاماً وعيّنه الإمبراطور أستاذاً للتحليل الرياضي وعلم المساحة.(الجيوديزية) في مدرسة البوليتكنيك، ثم أصبح مديراً لمرصد باريس وأعطى دروساً في علم الفلك اجتذبت عدداً كبيراً من المستمعين.
انتُخب في عام 1830 نائباً لليسار المتطرف في البيرينيه الشرقية وأصبح في عام 1848 وزيراً للحرب والبحرية في الحكومة المؤقتة، فألغى الرق في المستعمرات الفرنسية ورفض عام1852 الولاء للحكومة الجديدة.
اشتهر أراغو بأعماله في الفيزياء ففي عام 1806 قام بالاشتراك مع بيو بقياس دقيق لكثافة الهواء والغازات بأنواعها. وفي البصريات تبنى النظرية الموجية وعممها، وقاس مع بيو قرائن (معاملات) انكسار الهواء والغازات الأخرى كما اكتشف في عام 1811الاستقطاب الدوراني في بلورات الكوارتز وكذلك الاستقطاب اللوني الذي وضع فرينل نظريته فيما بعد واستطاع فرانسوا أراغو تفسير تلألؤ النجوم وحدد أقطار الكواكب بدقة بعد تعديل تأثير إِشعاعها. وفي عام 1820 طبّق تجربة أورستد في أكاديمية العلوم وأسهم في تطور الكهرمغنطيسية واكتشف تمغنط الحديد حين يوضع قرب تيار كهربائي.
في عام 1822، قام بعملية نظمها مكتب الأطوال لقياس سرعة الصوت، كما اكتشف في عام 1824 أن قرصاً من النحاس يمكن أن يجذب بدورانه إِبرة ممغنطة، إِلا أن هذه الظاهرة لم تُفسر إِلا على يد فوكور بعد اكتشاف ظاهرة التحريض، وفي السنة التالية كلفته أكاديمية العلوم قياس ضغط بخار الماء حتى ما يزيد على 30 ضغطاً جوياً ومما يجدر ذكره أخيراً اكتشافه في عام 1840 الغلاف اللوني في جو الشمس.

## روابط خارجية
- فرانسوا أراغو على موقع الموسوعة البريطانية (الإنجليزية)
- فرانسوا أراغو على موقع إن إن دي بي (الإنجليزية)